# جون لوكاس (فنان قصص مصورة)
جون لوكاس (بالإنجليزية: John Lucas)‏ هو فنان قصص مصورة أمريكي، ولد في 1940.